# Lista de prefeitos de Medina (Minas Gerais)
Esta é a lista de prefeitos e vice-prefeitos do município de Medina, estado brasileiro de Minas Gerais.
| Nº | Prefeito                             | Imagem           | Partido                                          | Vice-Prefeito                                  | Início do mandato       | Fim do mandato                                         | Observações                                                        |
| -- | ------------------------------------ | ---------------- | ------------------------------------------------ | ---------------------------------------------- | ----------------------- | ------------------------------------------------------ | ------------------------------------------------------------------ |
| 1  | Dr. Max Veloso Machado               |                  | Partido Progressista PP                          | —                                              | 17 de dezembro de 1938  | 31 de dezembro de 1945                                 | Prefeito nomeado                                                   |
| 2  | Amável Ramos                         |                  | Partido Progressista PP                          | —                                              | 1° de janeiro de 1946   | 30 de janeiro de 1947                                  | Prefeito nomeado                                                   |
| 3  | Antônio Cacique                      |                  | União Democrática Nacional UDN                   | Adson da Silva Costa (UDN)                     | 31 de janeiro de 1947   | 30 de janeiro de 1951                                  | Prefeito e vice eleitos em sufrágio universal                      |
| 4  | Amável Ramos                         |                  | Partido Social Democrático PSD                   | Antônio Cacique (PTB)                          | 31 de janeiro de 1951   | 30 de janeiro de 1955                                  | Prefeito e vice eleitos em sufrágio universal                      |
| 5  | Walter Figueiredo Tanure             |                  | União Democrática Nacional UDN                   | Júlio César Ribeiro (PSP)                      | 31 de janeiro de 1955   | 30 de janeiro de 1959                                  | Prefeito e vice eleitos em sufrágio universal                      |
| 6  | Floriano Silveira Filho              |                  | União Democrática Nacional UDN                   | Afonso Martins da Silva (UDN)                  | 31 de janeiro de 1959   | 9 de agosto de 1961                                    | Prefeito e vice eleitos em sufrágio universal                      |
| —  | Afonso Martins da Silva              |                  | União Democrática Nacional UDN                   | —                                              | 10 de agosto de 1961    | 30 de janeiro de 1963                                  | Vice-prefeito eleito no cargo de Prefeito                          |
| 7  | Dr. Paulo de Araújo Magalhães        |                  | Partido Social Democrático PSD                   | Moacir Olegário Soares (PSD)                   | 31 de janeiro de 1963   | 21 de julho de 1964                                    | Prefeito e vice eleitos em sufrágio universal                      |
| —  | Moacir Olegário Soares               |                  | Partido Social Democrático PSD                   | —                                              | 22 de julho de 1964     | 30 de janeiro de 1967                                  | Vice-prefeito eleito no cargo de Prefeito                          |
| 8  | Levi Antunes Guimarães               |                  | Movimento Democrático Brasileiro MDB             | José Pereira dos Santos (MDB)                  | 31 de janeiro de 1967   | 5 de dezembro de 1968                                  | Prefeito e vice eleitos em sufrágio universal                      |
| —  | José Pereira dos Santos              |                  | Movimento Democrático Brasileiro MDB             | —                                              | 6 de dezembro de 1968   | 30 de janeiro de 1971                                  | Vice-prefeito eleito no cargo de Prefeito                          |
| 9  | Moacir Olegário Soares               |                  | Aliança Renovadora Nacional ARENA                | Emendes Pereira Chaves (ARENA)                 | 31 de janeiro de 1971   | 31 de janeiro de 1973                                  | Prefeito e vice eleitos em sufrágio universal                      |
| 10 | Juarez Martins da Silva              |                  | Aliança Renovadora Nacional ARENA                | Osvaldo Paes Silva (ARENA)                     | 1º de fevereiro de 1973 | 31 de janeiro de 1977                                  | Prefeito e vice eleitos em sufrágio universal                      |
| 11 | Flávio Fernandes de Azevedo          |                  | Partido Democrático Social PDS                   | Manoelito Gomes Santos (PDS)                   | 1º de fevereiro de 1977 | 31 de janeiro de 1983                                  | Prefeito e vice eleitos em sufrágio universal                      |
| 12 | Mozart Olegário Soares               |                  | Partido do Movimento Democrático Brasileiro PMDB | Emendes Pereira Chaves (PMDB)                  | 1º de fevereiro de 1983 | 31 de dezembro de 1988                                 | Prefeito e vice eleitos em sufrágio universal                      |
| 13 | Eduardo Araújo                       |                  | Partido do Movimento Democrático Brasileiro PMDB | Jeovânio Nunes de Oliveira (PMDB)              | 1º de janeiro de 1989   | 31 de dezembro de 1992                                 | Prefeito e vice eleitos em sufrágio universal                      |
| 14 | Walter Tanure Filho                  |                  | Partido da Frente Liberal PFL                    | Paulo Roberto Pinheiro (PDS)                   | 1º de janeiro de 1993   | 31 de dezembro de 1996                                 | Prefeito e vice eleitos em sufrágio universal                      |
| 15 | Sônia Amaral Soares                  |                  | Partido do Movimento Democrático Brasileiro PMDB | Flávio Fernandes de Azevedo (PMDB)             | 1º de janeiro de 1997   | 31 de dezembro de 2000                                 | Prefeito e vice eleitos em sufrágio universal                      |
| 16 | Walter Tanure Filho                  |                  | Partido da Frente Liberal PFL                    | Josélio Roza Machado (PSDB)                    | 1º de janeiro de 2001   | 31 de dezembro de 2004                                 | Prefeito e vice eleitos em sufrágio universal                      |
| 17 | Josélio Roza Machado                 |                  | Partido Progressista PP                          | Marcelo Olegário Soares (PMDB)                 | 1º de janeiro de 2005   | março de 2006                                          | Prefeito e vice eleitos revogados os mandatos por decisão do TSE   |
| —  | Walter Tanure Filho                  |                  | Partido da Frente Liberal PFL                    | Eduardo Araújo (PDT)                           | março de 2006           | 31 de dezembro de 2008                                 | Prefeito e vice eleitos 2º colocados empossados por decisão do TSE |
| 18 | Josélio Roza Machado                 |                  | Partido Progressista PP                          | Augusto Ferreira Souto Filho, Cobrinha (PP)    | 1º de janeiro de 2009   | 31 de dezembro de 2012                                 | Prefeito e vice eleitos em sufrágio universal                      |
| 19 | Robson Meleipe Machado, Robinho      |                  | Partido Republicano Brasileiro PRB               | Lucas Mendes Costa (PP)                        | 1º de janeiro de 2013   | 31 de dezembro de 2016                                 | Prefeito e vice eleitos em sufrágio universal                      |
| 20 | Evaldo Lúcio Peixoto Sena, Vavá      |                  | Partido da Social Democracia Brasileira PSDB     | Marcos Del Carlos Ferraz Cacique, Marcão (PRB) | 1º de janeiro de 2017   | 31 de dezembro de 2020                                 | Prefeito e vice eleitos em sufrágio universal                      |
| 20 | Evaldo Lúcio Peixoto Sena, Vavá      | Republicanos REP | Dr. Walter Tanure Filho (DEM)                    | 1° de janeiro de 2021                          | 31 de dezembro de 2024  | Prefeito reeleito e vice eleito em sufrágio universal. |                                                                    |
| 21 | Lucas Alves Pereira, Lucas Luterplan |                  | Movimento Democrático Brasileiro MDB             | Oséas Souza Soares, Dr. Juba (MDB)             | 1° de janeiro de 2025   | Atualidade                                             | Prefeito e vice eleitos em sufrágio universal                      |